# 光化学系I

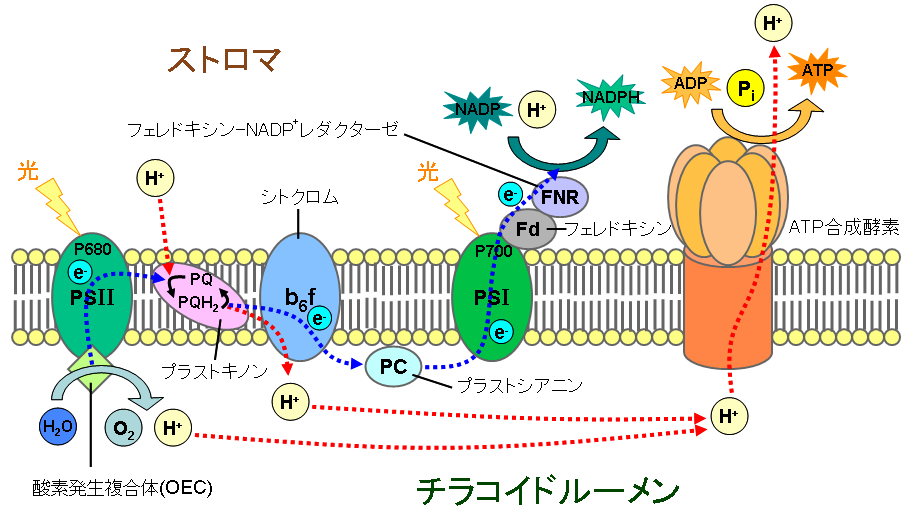
チラコイド膜における光合成の光化学反応

シロイヌナズナ(Arabidopsis thaliana)の葉緑体ゲノムにおけるpsa遺伝子の位置。光合成に関わる21のタンパク質をコードする遺伝子は、緑色の四角形で示されている。

光化学系I（PSIとも、英語：Photosystem I）は、藻類、植物、シアノバクテリアの光化学反応における2つの光化学系の1つ。光化学系Iは、光エネルギーを利用して、プラストシアニンからフェレドキシンへのチラコイド膜を越える電子伝達を触媒する膜内在性タンパク質複合体である。最終的に光化学系Iにより移動された電子は、高エネルギーの伝達体であるNADPHを生成するために使用される。光合成電子伝達系は全体として、ATPの生成に使用されるプロトン駆動力も生成する。110を超える補因子で構成されており、これは光化学系IIよりもずっと多い。

## 研究史
光化学系Ｉ、光化学系IIという名前は、いわゆるＺ機構と呼ばれる光合成の電子伝達が明らかになる前につけられた。シトクロムfという酸化還元すると色が変わる物質を指標にして、シトクロムfを酸化する系を系Ｉ、還元する系を系IIと名付けた。しかし、その後の実験により実際には光化学系IIが光合成電子伝達系の最初の酵素であることが示された。つまり、電子伝達は光化学系IIから光化学系Iの順に進んでいくのである。PSIのさまざまな性質は1950年代に発見されたが、当時これらの発見の重要性は知られていなかった。ルイ・ドイセンス（Louis Duysens）が1960年に初めて光化学系Iと光化学系IIの概念を提案し、同年フェイ・ベンドール（Fay Bendall）とロビン・ヒルはそれ以前の発見を組み合わせることにより、一連の光合成反応の理論へとまとめあげた。ヒルとベンドールの仮説は、1961年にドイセンスとウィットのグループにより行われた実験により正しいことが分かった。

## 構成要素と作用
PSIの2つの主要なサブユニットであるPsaAとPsaBは、重要な電子伝達補因子P700, Acc, A0, A1, Fxの結合に関わるタンパク質である。PsaAとPsaBはどちらも11個の膜貫通領域を含む730～750アミノ酸の膜内在性タンパク質である。Fxと呼ばれる[4Fe-4S]鉄・硫黄クラスターは、4つのシステインにより配位されている。PsaAとPsaBからそれぞれ2つのシステインが提供される。それぞれの2つのシステインは近位にあり、9番目と10番目の膜貫通領域の間のループに配置される。ロイシンジッパーモチーフはシステインの下流に存在するようで、PsaA/PsaBの二量体化に寄与している可能性がある。最終的な電子受容体であるFAとFBもまた[4Fe-4S]鉄・硫黄クラスターであり、PsaA/PsaBコアのFX近傍に結合するPsaCと呼ばれる9-kDaタンパク質に位置している。
| タンパク質サブユニット | 説明 |
| ---------------------- | --- |
| PsaA                   | P700, A0, A1, Fxの結合に関与する大きな膜貫通タンパク質。光合成反応中心タンパク質ファミリーと構造的に関連する。 |
| PsaB                   | P700, A0, A1, Fxの結合に関与する大きな膜貫通タンパク質。光合成反応中心タンパク質ファミリーと構造的に関連する。 |
| PsaC                   | 鉄硫黄中心; FaとFbのアポタンパク質                                                                             |
| PsaD                   | InterPro: IPR003685                                                                                            |
| PsaE                   | InterPro: IPR003375                                                                                            |
| PsaI                   | — |
| PsaJ                   | — |
| PsaK                   | — |
| PsaL                   | InterPro: IPR036592                                                                                            |
| PsaM                   | — |
| PsaX                   | — |
| シトクロムb6f複合体    | 可溶タンパク質                                                                                                 |
| Fa                     | 電子伝達系(ETC)                                                                                                |
| Fb                     | ETC |
| Fx                     | ETC |
| フェレドキシン         | ETCにおける電子伝達体                                                                                          |
| プラストシアニン       | 可溶タンパク質                                                                                                 |
| 脂質                   | 説明 |
| MGDG II                | モノガラクトシルジグリセリド脂質                                                                               |
| PG I                   | ホスファチジルグリセロールリン脂質                                                                             |
| PG III                 | ホスファチジルグリセロールリン脂質                                                                             |
| PG IV                  | ホスファチジルグリセロールリン脂質                                                                             |
| 色素                   | 説明 |
| クロロフィル a         | アンテナ系における90の色素分子                                                                                 |
| クロロフィル a         | ETCにおける5の色素分子                                                                                         |
| クロロフィル a0        | ETCにおける改良クロロフィルの初期電子受容体                                                                    |
| クロロフィル a′        | ETCにおける1つの色素分子                                                                                       |
| β-カロテン             | 22個のカロテノイド色素分子                                                                                     |
| 補酵素と補因子         | 説明 |
| QK-A                   | ETCにおける初期電子受容体ビタミンK1フィロキノン                                                                |
| QK-B                   | ETCにおける初期電子受容体ビタミンK1フィロキノン                                                                |
| FNR                    | フェレドキシン-NADP+レダクターゼ                                                                               |
| Ca2+                   | カルシウムイオン                                                                                               |
| Mg2+                   | マグネシウムイオン                                                                                             |

### 光子
アンテナ複合体における色素分子の光励起は、電子移動を引き起こす。

### アンテナ複合体
アンテナ複合体は、2つのタンパク質上のクロロフィルとカロテノイド分子によって構成される。これらの色素分子は光励起されたときに光子からの共鳴エネルギーを伝達する。アンテナ分子は、可視光スペクトル内のすべての波長の光を吸収できる。これらの色素分子の数は生物により異なる。例えば、シアノバクテリアSynechococcus elongatus (Thermosynechococcus elongatus) の光化学系には約100分子のクロロフィルと約20分子のカロテノイドが存在しているが、ホウレンソウの葉緑体では約200分子ののクロロフィルと約50分子のカロテノイドが存在している。PSIのアンテナ複合体内にはP700反応中心と呼ばれるクロロフィル分子が存在しており、アンテナ分子から伝達されたエネルギーは反応中心へ向けられる。1個のP700あたり最大120個、最小25のクロロフィル分子が存在している。

### P700反応中心
P700反応中心は、700 nmの波長の光を最もよく吸収するmodified chlorophyll aで構成され、より長い波長では退色を起こす。P700はアンテナ分子からエネルギーを受け取り、各光子からのエネルギーを利用して電子をより高いエネルギーレベルに引き上げる。これらの電子はP700から電子受容体への酸化/還元過程でペアで移動する。P700の電位はおよそ−1.2ボルトである。この反応中心は2つのクロロフィル分子からできているため、二量体と呼ばれる。この二量体は1つのクロロフィルa分子と1つのクロロフィルa'分子で構成されると考えられている(P700, webber)。しかし、P700が他のアンテナ分子と複合体を形成している場合、二量体ではない可能性がある。

### Modified chlorophylla0
Modified chlorophyll a0は、PSIの初期の電子受容体である。P700から電子を受け取り、別の初期電子受容体に渡す。

### フィロキノンA1
フィロキノンA1は次の初期電子受容体である。フィロキノンはビタミンK1と呼ばれることもある。フィロキノンA1は電子を受け取るためにa0を酸化し、次に電子をFbとFaに渡すためにFxを還元する。

### 鉄・硫黄複合体
3つのタンパク質性鉄・硫黄反応中心がPSIにある。これらはFx, Fa, Fbという名前が付けられ、電子リレーとして機能する。FaとFbはPSI複合体のタンパク質サブユニットに結合し、FxはPSI複合体に結合している。さまざまな実験により、鉄・硫黄補因子の配向と動作の順番の理論に差異が見られる。

### フェレドキシン
フェレドキシン (Fd) は、NADP+からNADPHへの還元を促進する可溶性タンパク質である。Fdは、孤立したチラコイドまたはNADP+を還元する酵素のいずれかに電子を運ぶように移動する。チラコイド膜には、Fdの各機能に対して1つの結合部位がある。Fdの主な機能は、鉄・硫黄複合体から酵素フェレドキシン-NADP+レダクターゼに電子を運ぶことである。

### フェレドキシン-NADP+レダクターゼ(FNR)
この酵素は還元されたフェレドキシンからNADP+に電子を移動させ、NADPHへ還元を完結させる。FNRはNADPHと結合することでNADPHから電子を受け取ることもできる。

### プラストシアニン
プラストシアニンは、電子をシトクロムb6/f複合体からPSIのP700補因子に移動させる電子伝達体である。

## Ycf4タンパク質ドメイン
Ycf4タンパク質ドメイン(en:Ycf4 protein domain)は、チラコイド膜上に見られ、光化学系Iには不可欠である。このチラコイド膜貫通タンパク質は、光化学系Iの構成要素を組み立てるのに役立つ。これがないと光合成は非効率的になる。

## 進化
分子データは、PSIが緑色硫黄細菌の光化学系から進化した可能性が高いことを示している。緑色硫黄細菌の光化学系とシアノバクテリア、藻類、高等植物の光化学系は同じではないが、類似した機能や構造を持つ。異なる光化学系の間で類似している3つの主な特徴が挙げられる。第1に、酸化還元電位はフェレドキシンを還元するのに十分なほど負である。第2に、電子受容反応中心には鉄・硫黄タンパク質が含まれる。第3に、両方の光化学系の複合体における酸化還元中心はタンパク質サブユニット二量体上に構築される。緑色硫黄細菌の光化学系にはPSIの電子伝達系と同じ補因子がすべて含まれている。2つの光化学系の間の類似点の数と程度は、PSIが緑色硫黄細菌の類似の光化学系に由来することを強く示している。